# Клокерс, Эктор
Эктор Клокерс (фр. Hector нидерл. Clokers; 26 ноября 1901, Вивеньи, ныне в черте Льежа — 30 августа 1965) — бельгийский скрипач, дирижёр и музыкальный педагог.
Начал учиться игре на скрипке у Альбера Райе, в девятилетнем возрасте поступил в Льежскую консерваторию, где занимался у Леопольда Шарлье. Окончив курс с отличием в 1920 году, продолжил обучение в Париже под руководством Гийома Реми. В 1923 году получил диплом Парижской консерватории и стал первым победителем Конкурса скрипачей имени Анри Вьётана, проводившегося в Вервье.
В 1925—1930 гг. преподавал в Льежской консерватории, затем по приглашению Эжена Изаи перешёл в Брюссельскую консерваторию и присоединился к придворному струнному трио. В 1932 году совершил концертное турне по Австрии и Польше. В 1934 году возглавил в Льеже любительский оркестр, который после серии слияний и реорганизаций лёг в основу созданного в 1960 году Оркестра Льежа.
В 1954 году возглавил консерваторию Вервье и руководил ею до конца жизни, в 1961 году основал городской камерный оркестр.
В Льеже на Бульваре Пьерко в 1978 году установлен бюст музыканта работы скульптора Марсо Жиллара.